# Orthotrichia prevoti
Orthotrichia prevoti är en nattsländeart som beskrevs av Guenda 1996. Orthotrichia prevoti ingår i släktet Orthotrichia och familjen smånattsländor. Inga underarter finns listade i Catalogue of Life.